# La mummia - Il ritorno
La mummia - Il ritorno (The Mummy Returns) è un film d'avventura del 2001 scritto e diretto da Stephen Sommers. Con Brendan Fraser, Rachel Weisz, John Hannah, Arnold Vosloo, Oded Fehr, Patricia Velásquez, Freddie Boath, Alun Armstrong e Dwayne Johnson nel suo debutto come attore, il film è un sequel del film La mummia (1999) e precede La mummia - La tomba dell'Imperatore Dragone (2008). 
Questo film ha anche generato uno spin-off nel 2002, intitolato Il Re Scorpione. È stato un successo commerciale nonostante le recensioni contrastanti.

## Trama
Nell'antica città egizia di Tebe nel 3067 a.C., un feroce guerriero noto come il Re Scorpione guidò il suo esercito in un'ambiziosa campagna per conquistare il mondo conosciuto. Tuttavia, dopo sette anni di combattimenti, il Re Scorpione e la sua armata vennero sconfitti ed esiliati nel deserto di Ahm Shere. A uno a uno morirono di stenti, lasciando solo il Re Scorpione. Per sopravvivere, quest'ultimo fece un patto con il malvagio dio dei morti, Anubi: gli avrebbe consegnato la sua anima e avrebbe eretto per lui un mirabile tempio, una piramide d'oro, in cambio del potere di sconfiggere i suoi nemici. Anubi gli risparmiò la vita, creò un'oasi dove poter costruire la Piramide e gli consegnò l'Armata di Anubi (un'invincibile legione di guerrieri antropomorfi con la testa di sciacallo). L'armata di Anubi si diffuse in tutto l'Egitto, distruggendo ogni cosa sul proprio cammino. Quindi, Anubi prese l'anima del Re Scorpione, e restituì "i suoi guerrieri alle sabbie dalle quali erano venuti".
5.000 anni dopo, nel 1933, Evelyn Carnahan e Rick O'Connell esplorano un tempio perduto col loro figlio Alex. All'interno, scoprono il mitologico Bracciale di Anubi. Dopo aver letto un'iscrizione maledetta sul bracciale,  Rick ed Evelyn rischiano di annegare e Alex incontra tre saccheggiatori, che fuggono non appena i muri iniziano a collassare. Alex allora causa involontariamente il crollo di una serie di colonne, aiutando così sua madre e suo padre a fuggire. Tornati a Londra, il giovane e curioso Alex indossa accidentalmente il Bracciale, che gli dà una mistica visione dell'oasi di Ahm Shere. Dal momento che quel giorno coincide con l'inizio dell'anno dello Scorpione, Alex ha sette giorni per raggiungere l'oasi. Altrimenti, il bracciale lo ucciderà l'ottavo giorno, quando i raggi del sole colpiranno la piramide; a quel punto il Re scorpione e il suo terribile esercito saranno risvegliati e muoveranno alla conquista del mondo.
Alex viene successivamente catturato da una misteriosa setta che ha resuscitato Imhotep: il loro obiettivo è usare i poteri unici e incomparabili di Imhotep per sconfiggere il Re Scorpione, la cosa infatti gli darà il comando sull'Armata di Anubi. La setta, guidata da Baltus Hafez, il curatore del British Museum, include un guerriero psicopatico di nome Lock-Nah e Meela Nais, la reincarnazione del vecchio amore di Imhotep, Anck-su-Namun. Gli O'Connell partono per salvare Alex, accompagnati dal fratello di Evelyn, Jonathan, dal loro vecchio amico, il Medjai Ardeth Bay, e da Izzy, un vecchio compagno d'avventure di Rick, ora pilota di dirigibili, che provvede al trasporto. Prima di partire, Ardeth raduna i capi di tutte le tribù Medjai e li informa della minaccia dell'Armata di Anubi che incombe sul mondo. I capi Medjai mobilitano un grande e potente esercito per fermare l'Armata di Anubi, qualora dovesse risorgere.
Su ordine di Imhotep, Alex è sorvegliato da Lock-Nah, che viene ripetutamente preso in giro dal bambino. L'uomo si secca, ma sa che Imhotep lo ucciderebbe se solo provasse a uccidere Alex. Si ripromette quindi di uccidere il bambino appena il suo padrone non ne avrà più bisogno. Dovunque viene condotto, Alex lascia indizi sulla prossima destinazione per permettere ai suoi genitori di trovarlo. Ardeth manda messaggi all'esercito dei suoi compagni Medjai, intenzionati a fermare l'Armata di Anubi, se svegliata. Lungo la via, gli O'Connell apprendono la connessione con Imhotep e il Re Scorpione stesso: nella vita passata, Evelyn era Nefertiri (vagamente ispirata alla storica regina Nefertari), figlia di Seti I e protettrice del Bracciale di Anubi. Rick è quindi destinato ad essere un Medjai, incaricato di proteggere Evelyn. Insieme al loro figlio Alex, che è la guida per Ahm Shere, rappresentano i tre lati di una piramide. Nel frattempo, Imhotep riporta l'anima di Anck-su-Namun indietro dal regno dei morti e la incarna nel corpo di Meela, facendola tornare in vita.
Quando i due gruppi arrivano all'oasi dove giace la tomba del Re Scorpione, i cultisti vengono attaccati da pigmei mummificati, che tendono agguati anche a Rick, Evelyn, Jonathan e Ardeth. I cultisti vengono quasi tutti sterminati, con l'eccezione di Hafez, il loro leader, che lascia morire gran parte dei suoi seguaci. Lock-Nah, dopo aver tentato di uccidere Alex come rappresaglia per i dispetti subiti dal bambino, viene fermato e ucciso da Ardeth, che lascia il gruppo per assumere il comando dell'esercito Medjai. Rick salva Alex e riesce a portarlo alla piramide appena prima che il sole la colpisca, e lì Alex riesce finalmente a rimuovere il Bracciale. Tuttavia, quando Jonathan ed Evelyn li raggiungono, Anck-su-Namun entra nel cortile della piramide con Imhotep e uccide Evelyn con una coltellata. Il subdolo Hafez ruba il bracciale e lo usa per liberare il Re Scorpione e rilasciare l'Armata di Anubi, ma come prezzo di ciò il suo braccio viene scarnificato. L'Armata di Anubi tornata in vita viene affrontata da Ardeth con l'intero esercito Medjai e i due eserciti si scontrano violentemente.
All'ingresso della Piramide di Ahm Shere, Anubi toglie i poteri a Imhotep, costringendolo a combattere contro il Re Scorpione come mortale. Rick entra nel tempio quando Imhotep richiama il Re Scorpione, ora nella forma di mostro metà-scorpione, metà-umano. Imhotep finge un'alleanza col Re Scorpione, che quindi concentra l'attenzione su Rick, e uccide in modo brutale Hafez quando lo incontra. Nel frattempo, Jonathan distrae Anck-su-Namun, mentre Alex usa il Libro dei Morti per resuscitare sua madre. Evelyn, richiamata dall'Oltretomba, rimembrando le antiche arti guerriere della sua vita passata, combatte contro Anck-su-Namun. Nel frattempo, Ardeth e l'esercito Medjai sconfiggono con fatica la prima ondata di guerrieri di Anubi, per scoprire che era solo l'avanguardia, e che la forza piena dell'Armata di Anubi sta per travolgerli. In inferiorità numerica, i Medjai si preparano a combattere fino alla morte.
La battaglia di Rick contro il semidivino Re Scorpione è quasi persa, ma Rick vede sul muro del Tempio la raffigurazione di un uomo con un tatuaggio sul polso uguale al suo. Le illustrazioni rivelano che il Re Scorpione può essere ucciso solo dalla Lancia di Osiride (che Jonathan ha inconsapevolmente portato con sé come un banale bastone da passeggio durante tutto il film). Anche se il tentativo di Jonathan di uccidere il Re Scorpione è vanificato da Imhotep, che prende la lancia e la tira lui stesso verso il Re Scorpione, Rick riesce a intercettarla, e conficcarla nel petto del Re Scorpione. Dopo di che, gli ordina di tornare nell'oltretomba con il suo esercito, trasformando sia il Re Scorpione che l'Armata di Anubi in sabbia, un secondo prima che colpiscano le linee Medjai.
Rick e Imhotep tentano ora di scappare dal tempio che sta collassando. Appare una fessura che porta all'Oltretomba, entrambi vi cadono, ma riescono ad aggrapparsi al bordo. Evelyn riesce a salvare Rick, mentre Anck-su-Namun non ha il coraggio di fare lo stesso per Imhotep. Col cuore infranto, Imhotep si lascia cadere nella fessura, non avendo più alcun motivo per vivere, ora che la sua amata per la quale ha sacrificato tutto lo ha abbandonato. Fuggendo, Anck-su-Namun cade accidentalmente in una buca piena di scarabei carnivori, dove muore divorata. Gli O'Connell raggiungono la cima della piramide e Izzy arriva con un dirigibile modificato e salva gli O'Connell appena prima che l'oasi e la piramide vengano completamente distrutte e risucchiate dalle sabbie del deserto. Come ultimo atto prima di salire sul dirigibile, Jonathan afferra il grande diamante posto sulla cima della piramide. I quattro partono verso il tramonto, con Ardeth Bay che li saluta prima di partire.

## Produzione
Le riprese del film ebbero luogo fra il Marocco, l'Inghilterra, la Giordania e l'Egitto e durarono 101 giorni. Sommers si disse sorpreso della puntualità con cui presentò il girato (metà delle sequenze totali) alla ILM in attesa che questi potesse aggiungervi i numerosi effetti speciali. Essa riuscì a concluderne il lavoro solo due settimane prima dell'uscita della pellicola nelle sale.
È presente un cameo del regista: è l'uomo che fischietta nella vasca da bagno quando i due protagonisti incontrano per la prima volta Izzy.
Fra le principali location si possono ricordare:
- il British Museum di Londra;
- Heath and Reach, nel Bedfordshire (per le scene di Hamunaptra);
- l'University College di Londra (per le scene esterne del British Museum);
- Londra;
- il Royal Naval College;
- negli Pinewood Studios e negli Shepperton Studios;
- alle Torri di Mentmore;
- Petra (per le scene lungo la linea ferroviaria).

## Accoglienza

### Incassi
Il film ha incassato 202 milioni di dollari ai botteghini di Stati Uniti e Canada e 233 milioni di dollari negli altri paesi, per un totale di oltre 435 milioni di dollari in tutto il mondo. Ha battuto il record di incassi più alti per il venerdì e il sabato, rispettivamente con $ 23,4 e $ 26,8 milioni. Nel weekend di apertura il film ha incassato 70,1 milioni di dollari, rendendolo il secondo weekend di apertura di tutti i tempi, dopo quello de Il mondo perduto - Jurassic Park. Ha incassato € 6.738.456 in Italia.

### Critica
Il film ha ricevuto recensioni contrastanti da parte della critica. Su Rotten Tomatoes ha un punteggio di approvazione del 47% basato su 140 recensioni con una valutazione media di 5,3 su 10. Il consenso critico del sito recita: "Ne La mummia - Il ritorno gli effetti speciali sono impressionanti, ma i personaggi sembrano secondari rispetto alle immagini generate dal computer". Metacritic ha riportato, sulla base di 31 recensioni, una valutazione media di 48 su 100.
Roger Ebert, che ha valutato il primo film con tre stelle, ha dato al secondo solo due stelle, affermando che "L'errore in La mummia - Il ritorno è quello di abbandonare i personaggi, e di usare la trama solo come stendibiancheria per effetti speciali e sequenze d'azione". James Berardinelli di ReelViews ha dato al film due stelle e mezzo (su quattro), definendolo un "intrattenimento vuoto, leggero, non spiacevole, ma lontano dal film d'azione/avventura definitivo dell'estate".
Kenneth Turan del Los Angeles Times ha dato al film una recensione positiva, elogiando le sue "svolte di trama costante, sensibilità sfacciata e sequenze d'azione onnipresenti". Todd McCarthy di Variety ha elogiato "l'azione ininterrotta dell'ultima ora", definendola "ricca di chicche visive".
Joe Morgenstern del Wall Street Journal ha dato al film una recensione negativa, affermando che "ha tutto il clank, ma nessuno degli aspetti positivi della versione precedente". Anche Charles Taylor di Salon.com non è rimasto colpito, definendo La mummia - Il ritorno "tutto ciò che la prima mummia era divertente per non essere".

## Riconoscimenti
- 2002 - Saturn Award
  - Nomination Miglior film fantasy
  - Nomination Miglior attore emergente a Freddie Boath
  - Nomination Migliori effetti speciali
  - Nomination Miglior trucco
- 2002 - ASCAP Award
  - Miglior colonna sonora ad Alan Silvestri
- 2002 - Empire Award
  - Nomination Miglior attrice britannica a Rachel Weisz
- 2001 - Golden Schmoes Award
  - Nomination Peggior film dell'anno
  - Nomination Maggior delusione dell'anno
- 2002 - Golden Trailer Award
  - Nomination Miglior sequenza dei titoli
- 2001 - GoldSpirit Award
  - Miglior colonna sonora per un film d'azione ad Alan Silvestri
- 2002 - Nickelodeon Kids' Choice Award
  - Nomination Miglior attore cinematografico a Brendan Fraser

- 2002 - Golden Reel Award
  - Nomination Miglior montaggio sonoro negli effetti sonori'
- 2002 - MTV Asia Award
  - Nomination Film preferito
- 2001 - Teen Choice Awards
  - Peggior attore a Dwayne Johnson
  - Nomination Miglior film estivo – Azione o avventura
  - Nomination Miglior attore in un film a Brendan Fraser
- 2001 - Stinkers Bad Movie Award
  - Peggior attore non protagonista a Dwayne Johnson
- 2002 - World Stunt Award
  - Nomination Miglior Combattimento (tra Nicola Berwick e Dee Harrup)
  - Nomination Miglior Stunt Femminile Assoluto (tra Nicola Berwick e Dee Harrup)
- 2002 - Young Artist Award
  - Nomination Miglior performance in un film - Giovane attore non protagonista a Freddie Boath

## Espedienti narrativi
Quando Alex O'Connell legge nel libro dei morti la formula per far tornare in vita la madre Evelyn, l'ultimo simbolo che non riesce a decifrare, l'Ibis, è lo stesso che Jonathan non riusciva a decifrare nel libro d'oro per comandare le mummie nel primo film.

## Sequel
A 7 anni di distanza da La mummia - Il ritorno, il regista Rob Cohen decide di dirigere La mummia - La tomba dell'Imperatore Dragone, il terzo capitolo con un nuovo antagonista, Jet Li, che mantiene come protagonista Brendan Fraser ma cambia l'attrice che interpreta Evelyn, ruolo passato a Maria Bello.